# Czarna Dąbrówka (powiat bytowski)
Czarna Dąbrówka (kaszub. Czôrnô Dąbrówka; niem. Schwarz Damerkow) – wieś kaszubska w Polsce, położona w województwie pomorskim, w powiecie bytowskim, w gminie Czarna Dąbrówka, na północnych obrzeżach Parku Krajobrazowego Doliny Słupi, na skrzyżowaniu drogi wojewódzkiej nr  z drogą wojewódzką nr .
Wieś jest siedzibą gminy Czarna Dąbrówka i sołectwa, w którego skład wchodzą również Podkomorzyce i Podkomorki oraz osada leśna Święchowo. Przez Czarną Dąbrówkę przebiegała trasa linii kolejowej Lębork-Bytów-Miastko (obecnie nieistniejąca).
W miejscowości znajduje się ochotnicza straż pożarna, należąca do KSRG. Funkcjonuje tu również Koło Gminne Polskiego Związku Wędkarskiego „Lipień”, które gospodaruje na czterech jeziorach (Jezioro Wiejskie, jez. Kopieniec Mały, Średni i Duży) oraz rzece Łupawie. W kierunku południowo-wschodnim znajduje się jezioro Jasień.
Przy ul. Słupskiej znajduje się „Centrum Informacji Turystycznej”, którego partnerem jest Starostwo Powiatowe w Kartuzach.
W miejscowości działa GTS Czarna Dąbrówka – klub piłkarski, założony w 1994 r. Najwyższą ligą, w której grał GTS, była V liga okręgu Słupskiego. Klub ma podpisaną umowę partnerską z Gryfem Słupsk.
W latach 1954–1960-65 (dokładna data nieznana) wieś należała i była siedzibą władz gromady Czarna Dąbrówka, po jej zniesieniu w gromadzie Nożyno, od 1972 powtórnie siedziba gromady Czarna Dąbrówka. W latach 1975–1998 miejscowość administracyjnie należała do województwa słupskiego.

## Historia
Czarna Dąbrówka jest dawną wsią szlachecką lokowaną przez Krzyżaków w 1346 roku. Kaszubi wyznania protestanckiego zamieszkiwali Czarną Dąbrówkę do 1860 roku, kiedy to nastąpiła całkowita germanizacja mieszkańców. Wielokrotne pożary pozbawiły osadę zabytków architektonicznych. Tutejszy kościół powstał w latach trzydziestych XX w.